# Guerrero
Ne doit pas être confondu avec Guerreiro.
Pour les articles homonymes, voir Guerrero (homonymie).
Guerrero (prononcé en espagnol : /ɡeˈreɾo/), officiellement l'État libre et souverain de Guerrero (Estado Libre y Soberano de Guerrero /esˈtado ˈliβɾe i soβeˈɾano de ɡeˈreɾo/), est un État du Mexique situé dans le sud-ouest du pays et dont la capitale est Chilpancingo (Ciudad Bravo). 
Il est nommé ainsi en hommage à Vicente Guerrero, un caudillo de la lutte pour l'indépendance du Mexique et second président du pays.

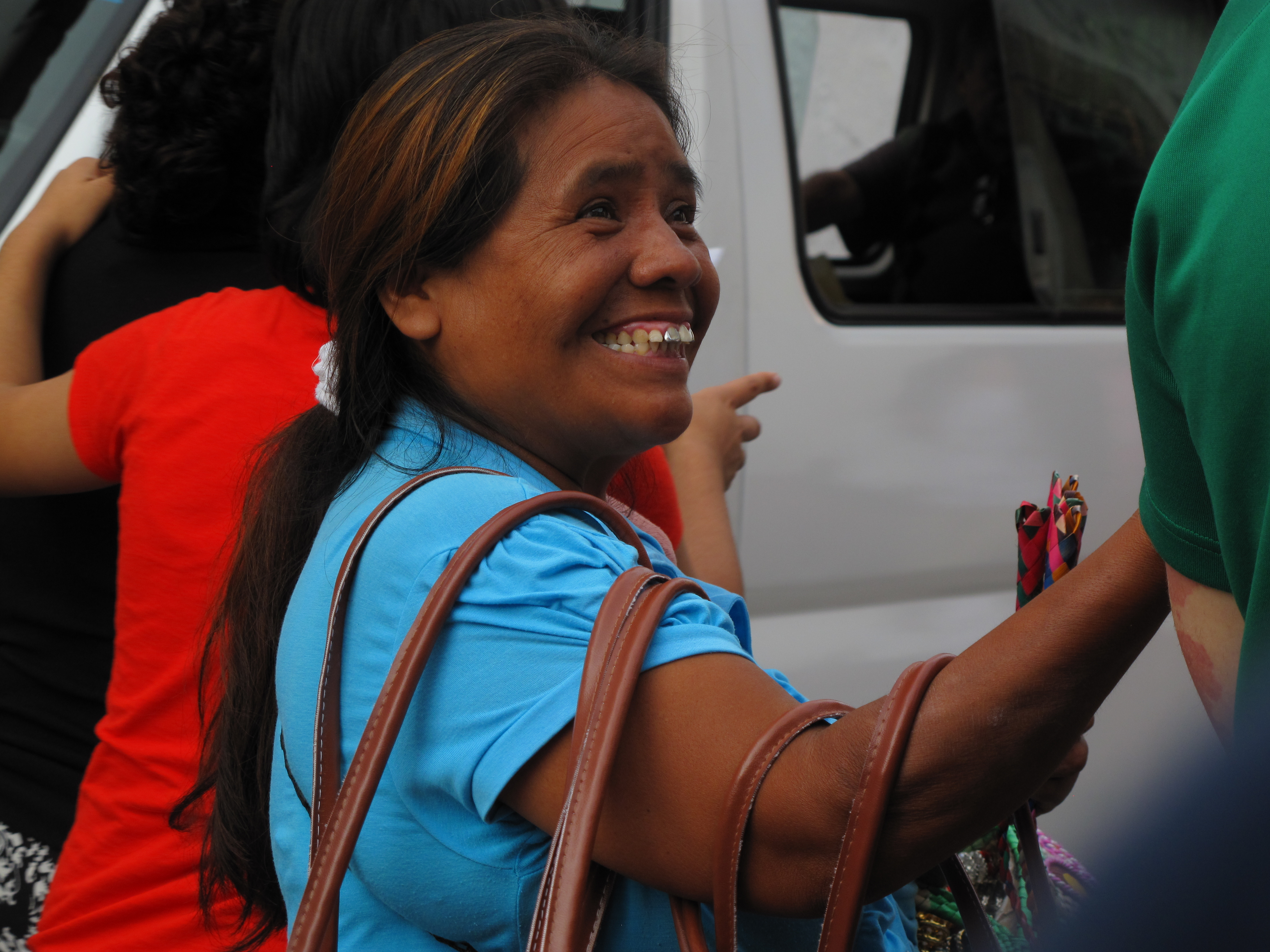
Une femme de Guerrero tentant de vendre des bijoux artisanaux à quelques touristes.

## Histoire

### Origine du nom
Le nom de cet État rend hommage au général et homme politique mexicain Vicente Guerrero, héros de la guerre d'indépendance.

## Économie
L'économie de l'État repose sur l'agriculture et le tourisme.
Les principales cultures sont les céréales (maïs, riz, sorgho) et les fruits (tomate, melon, banane, etc.).[réf. nécessaire]
De nombreux minerais sont également présents sur tout le territoire (or, argent, cuivre, marbre, quartz, gypse).
L'État de Guerrero est également une destination touristique importante et notamment dans le Triángulo del Sol, le « triangle du Soleil ». C'est une région formée par les villes de Taxco, Acapulco, Ixtapa/Zihuatanejo.

## Géographie

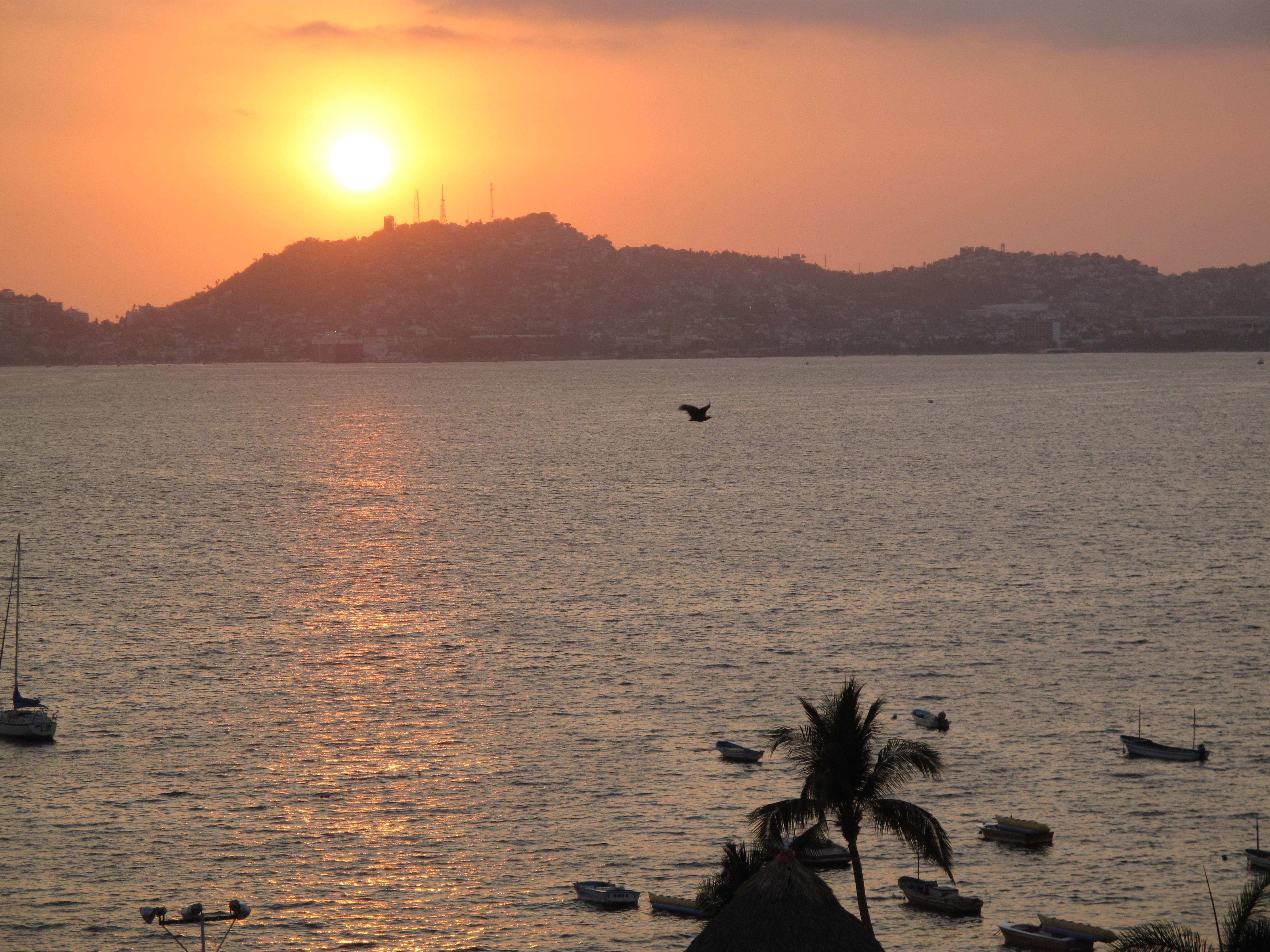
La baie d'Acapulco.

L'État de Guerrero couvre une superficie de 64 282 km2. Il est baigné au sud par l'océan Pacifique sur 500 km. À l'ouest il est bordé par l'État de Michoacán, au nord par les États de Mexico, de Morelos et de Puebla, et à l'est par l'État d'Oaxaca. C'est un État montagneux traversé par la Sierra Madre del Sur, dont plusieurs sommets dépassent 3 000 m d'altitude, comme le Cerro Teoptepec qui culmine à 3 705 m.

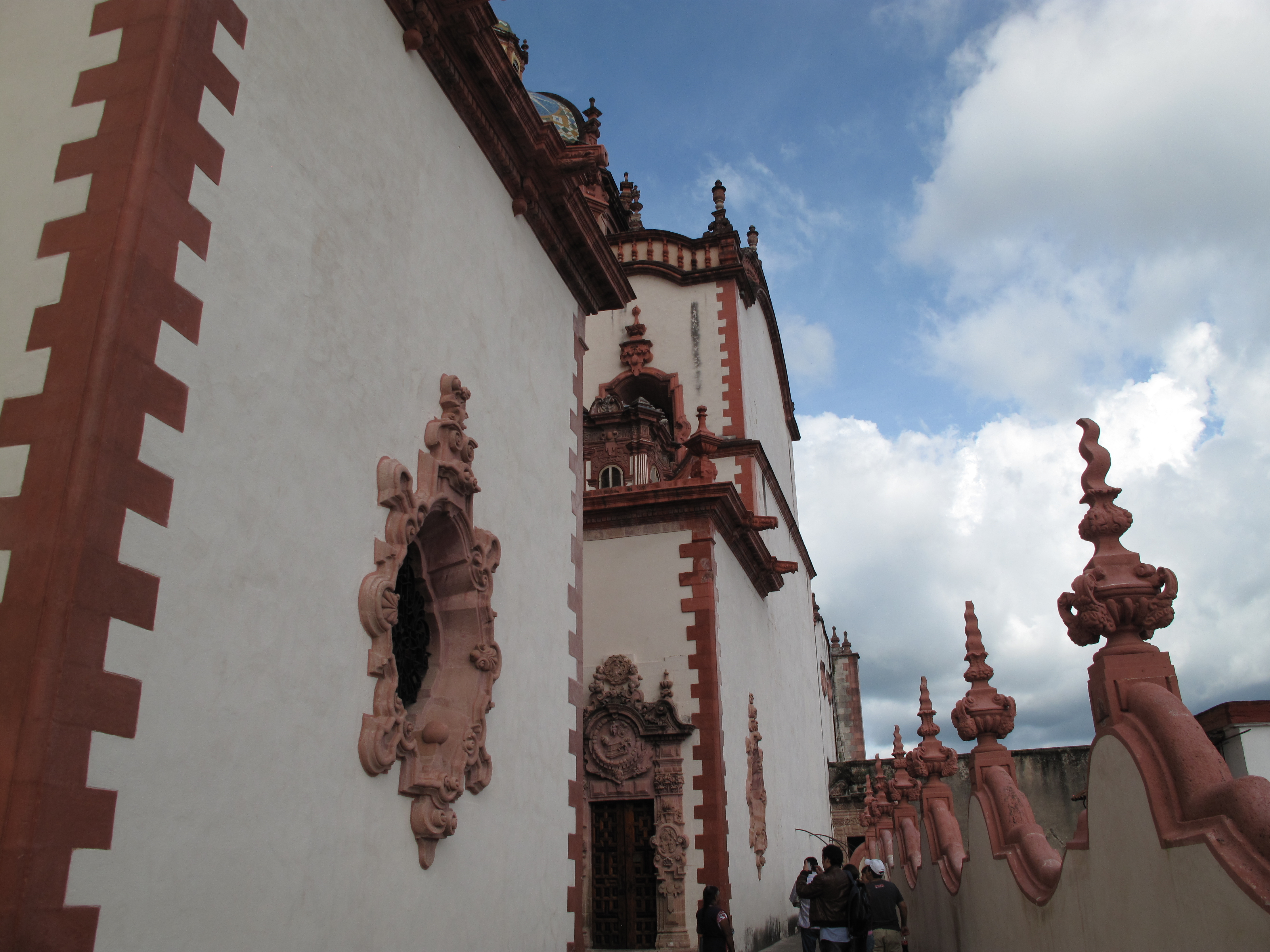
La pierre rose de l'église de Santa Prisca est appelée carrière rose est originaire de Taxco.

Le climat est tropical avec une période plutôt chaude et humide (de mai à octobre) durant laquelle quelques ouragans peuvent apparaître et une période où les précipitations se font beaucoup plus rares (de novembre à avril).

### Flore et faune

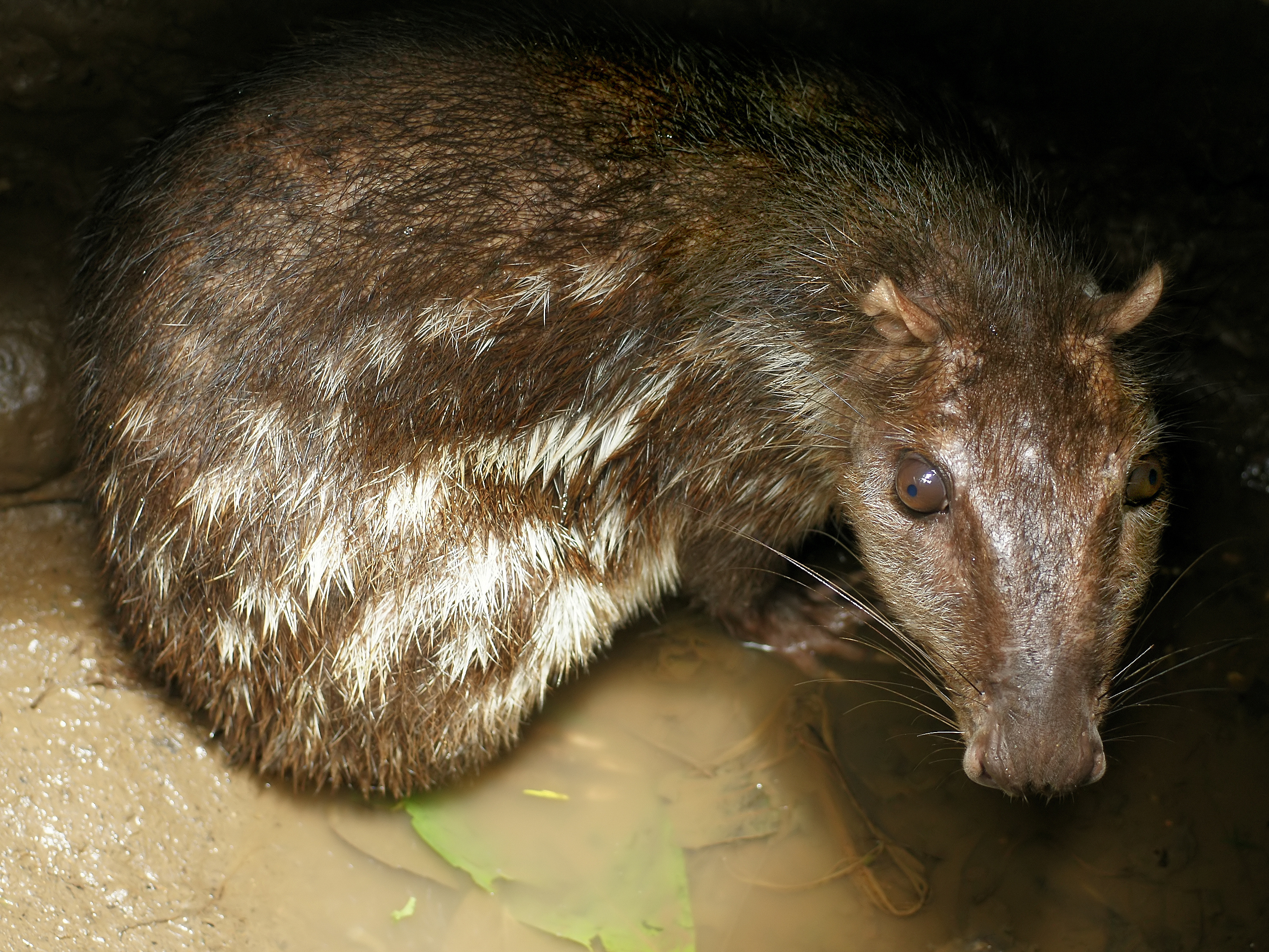
Cuniculus paca
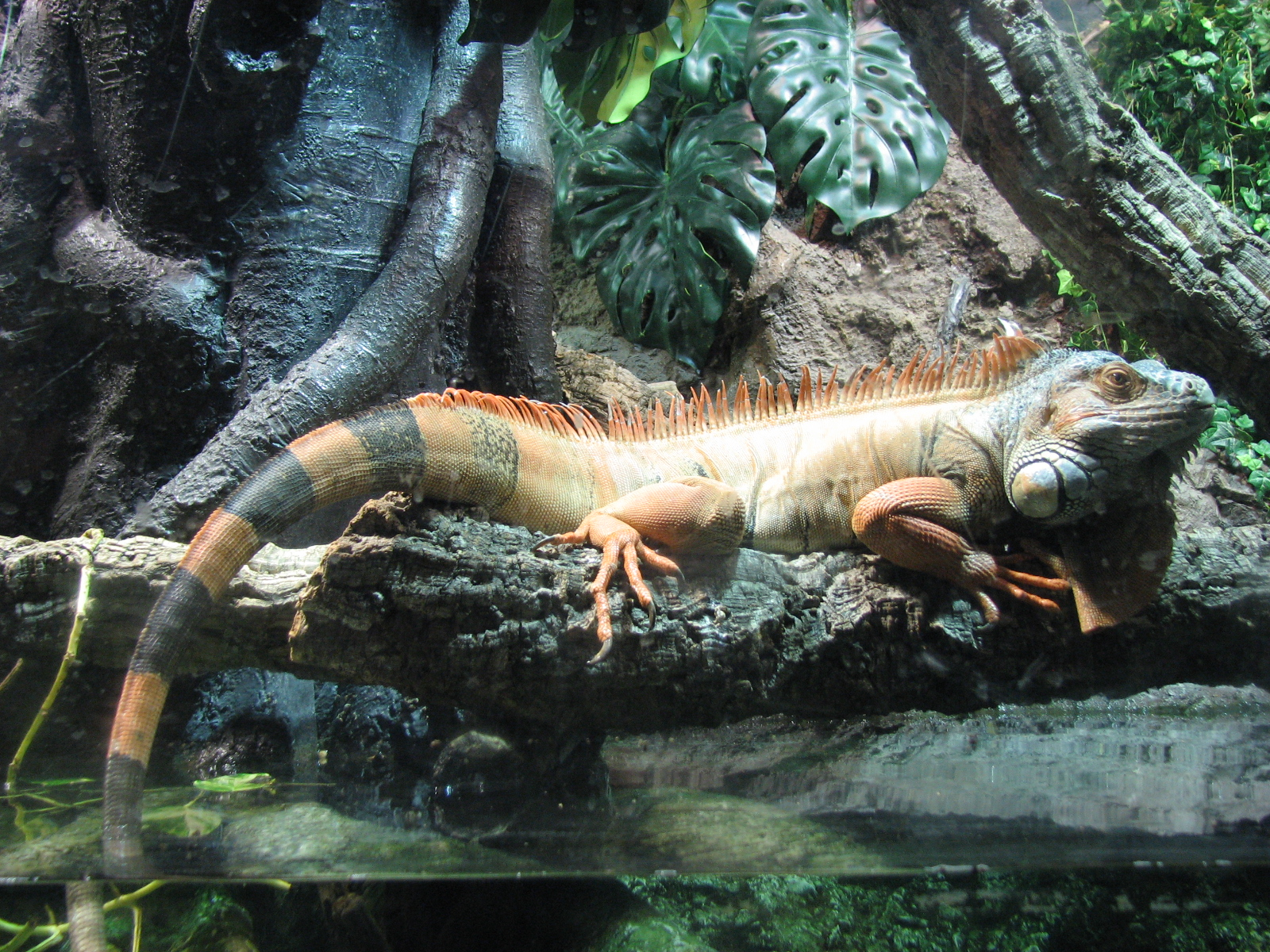
Iguana
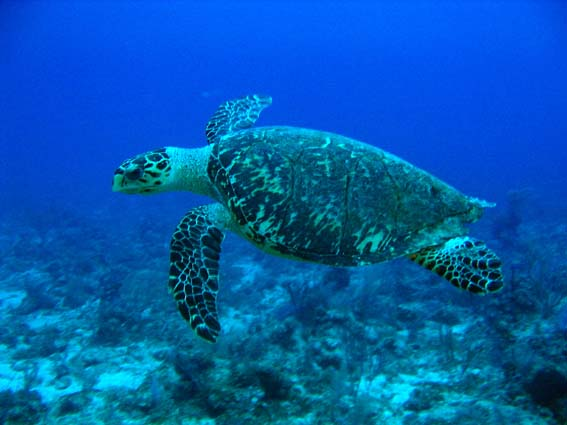
Tortue imbriquée
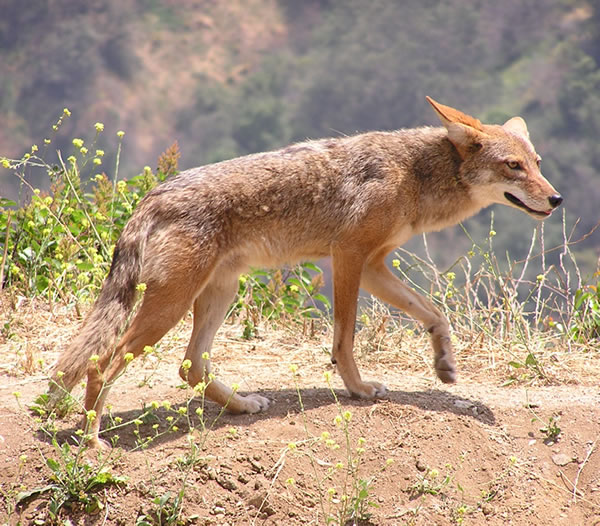
Coyote
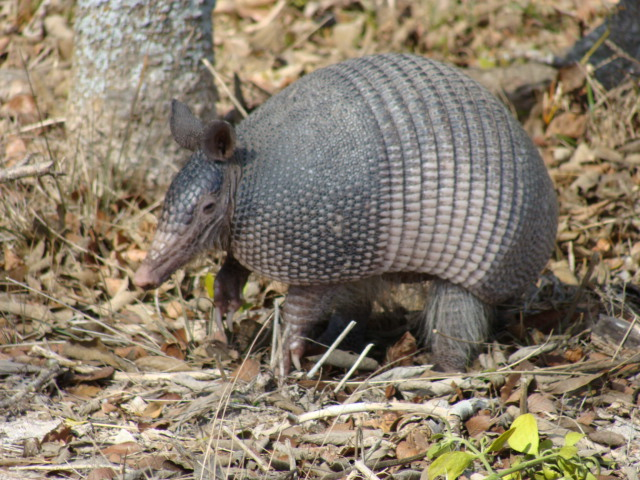
Tatou
Jaguar
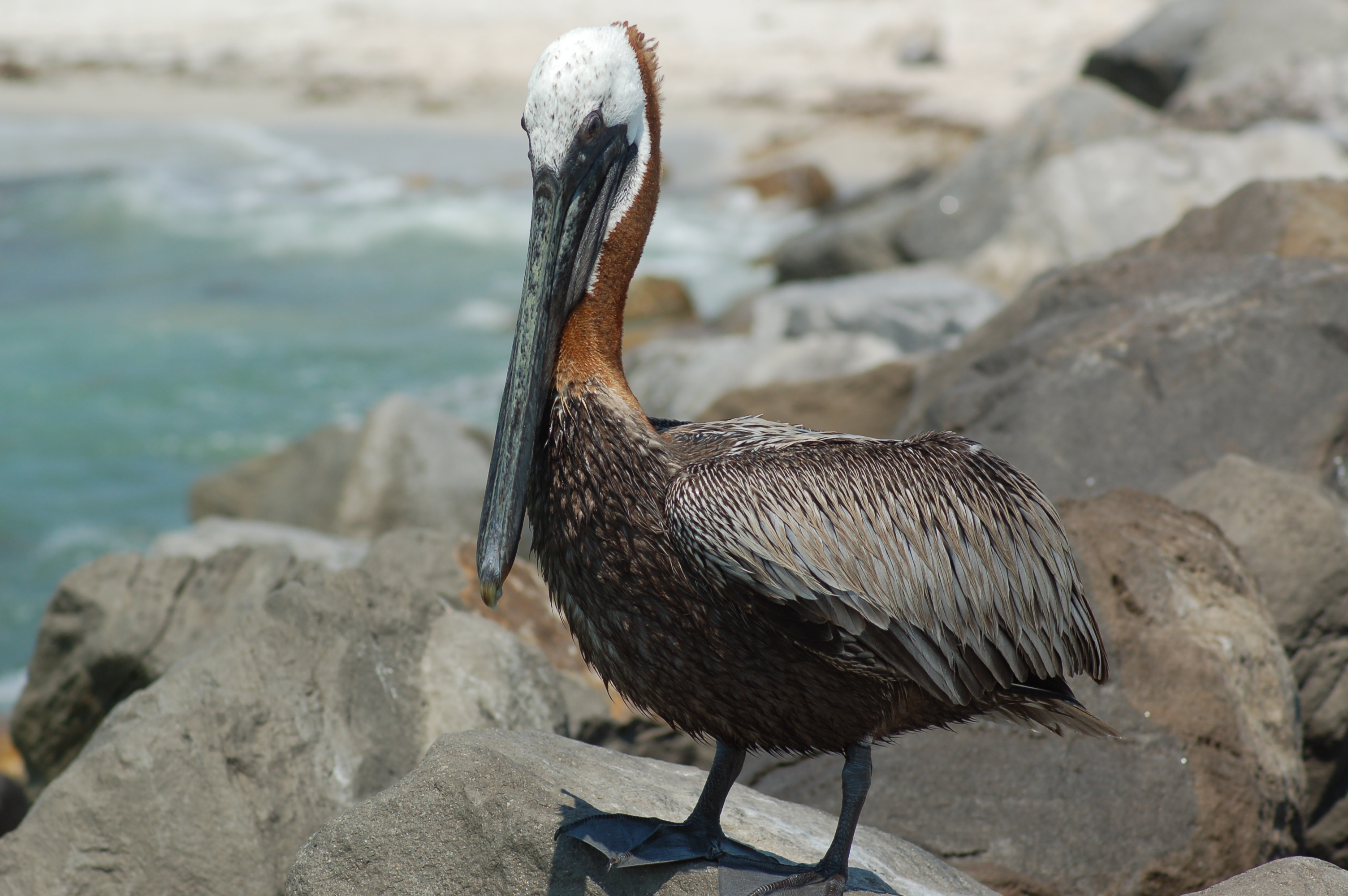
Pélican
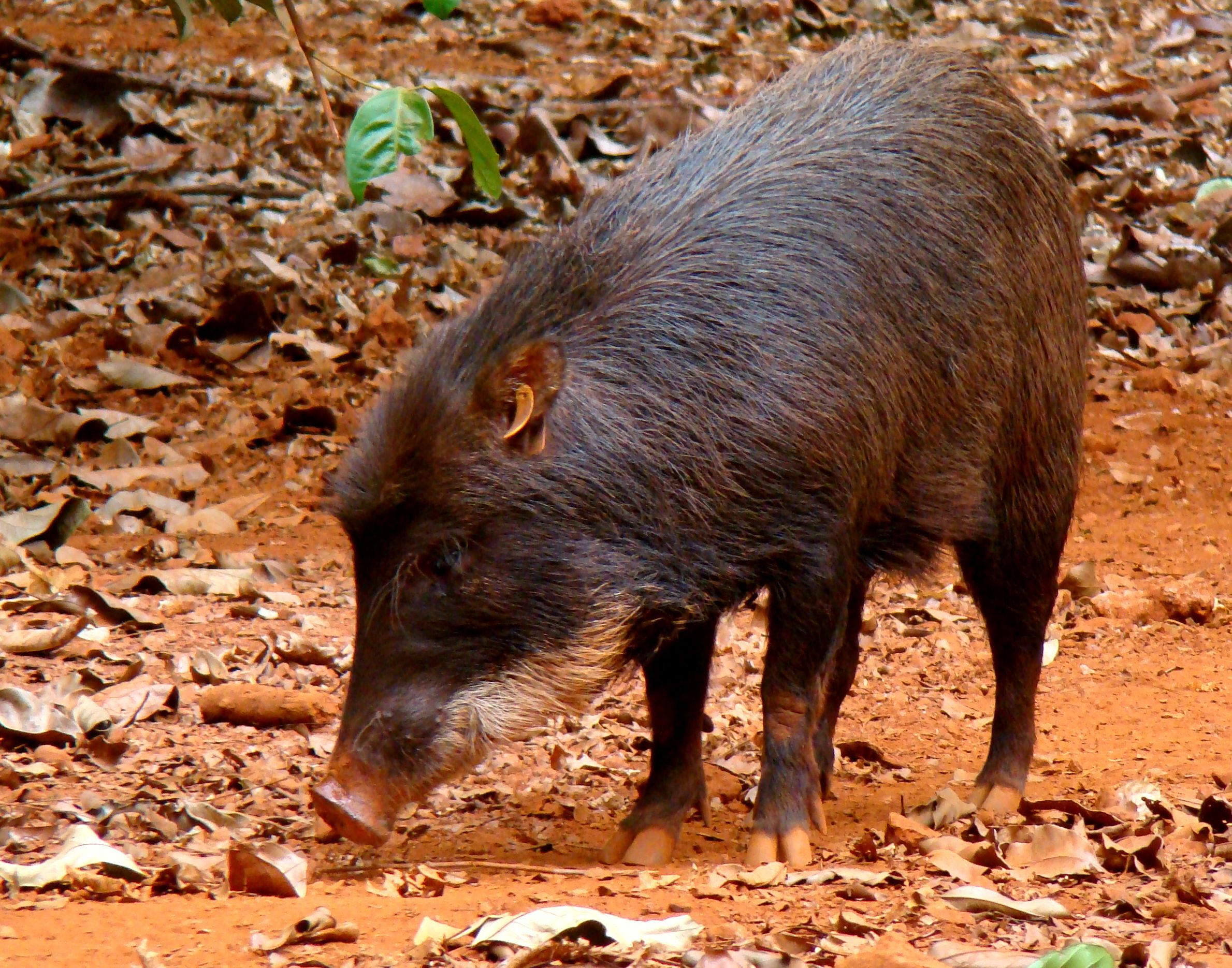
Pécari à lèvres blanches
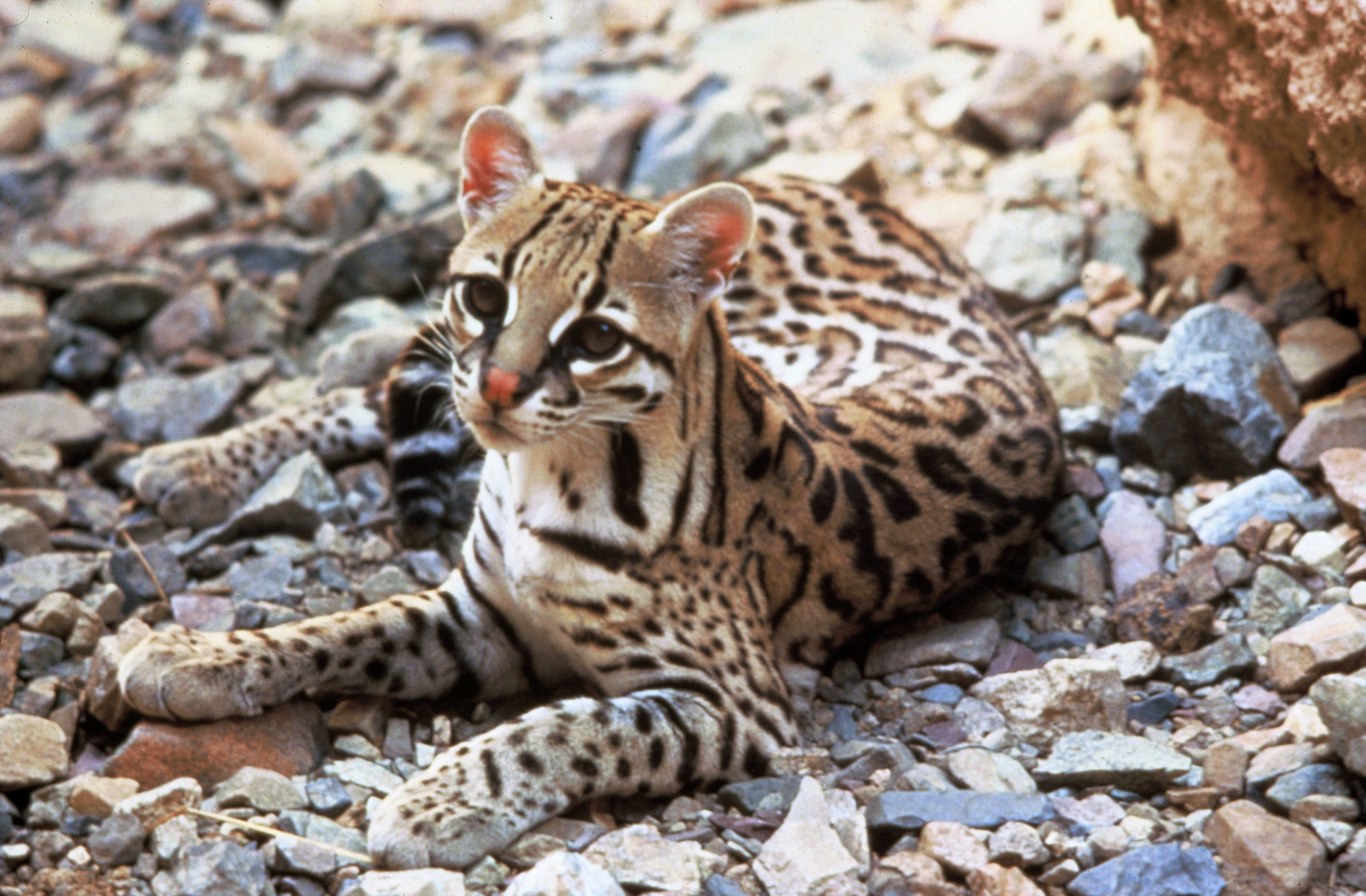
Ocelot
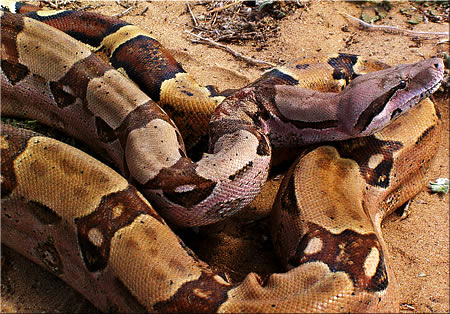
Boa constricteur
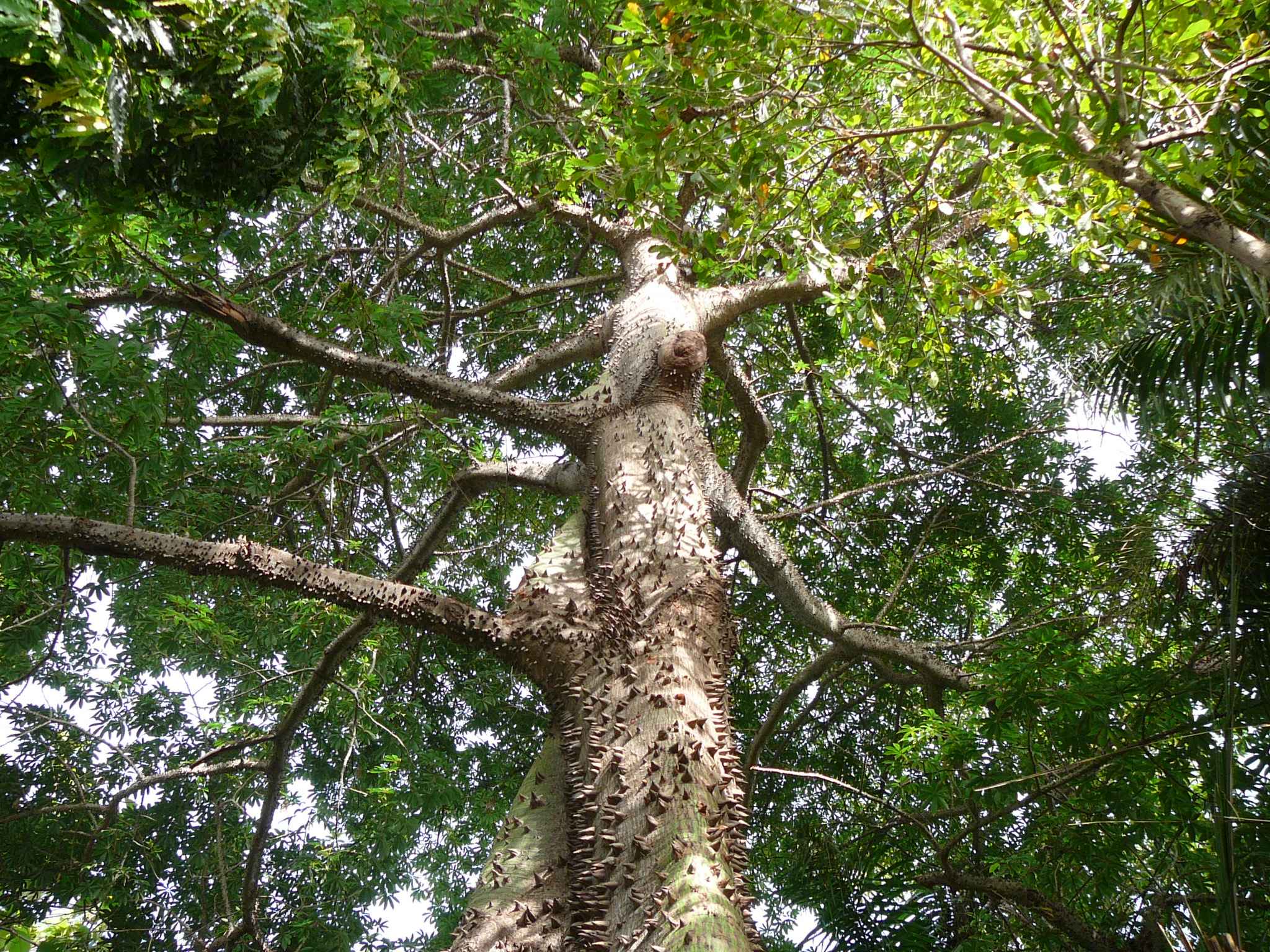
Ceiba pentandra
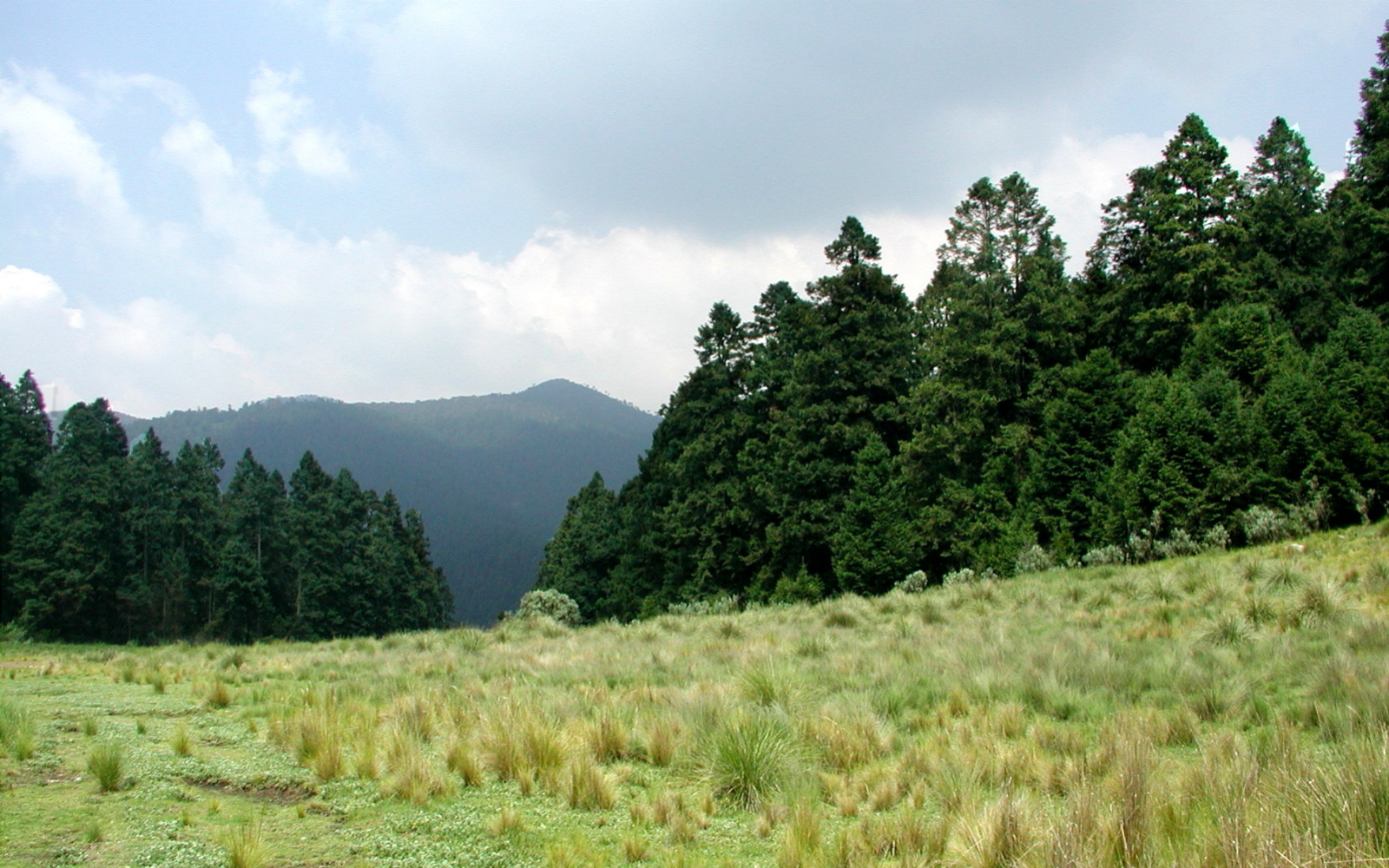
Abies religiosa
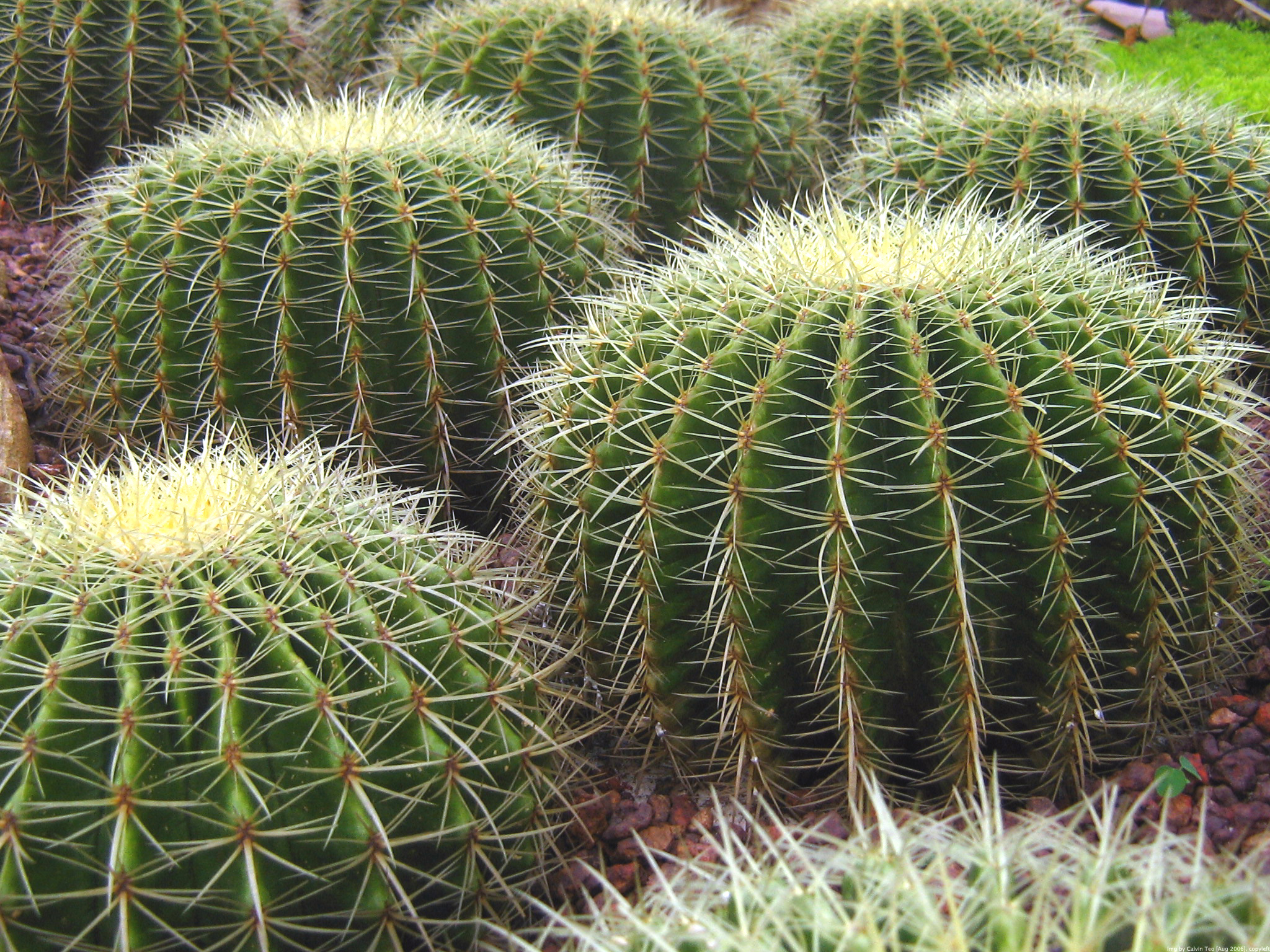
Echinocactus grusonii
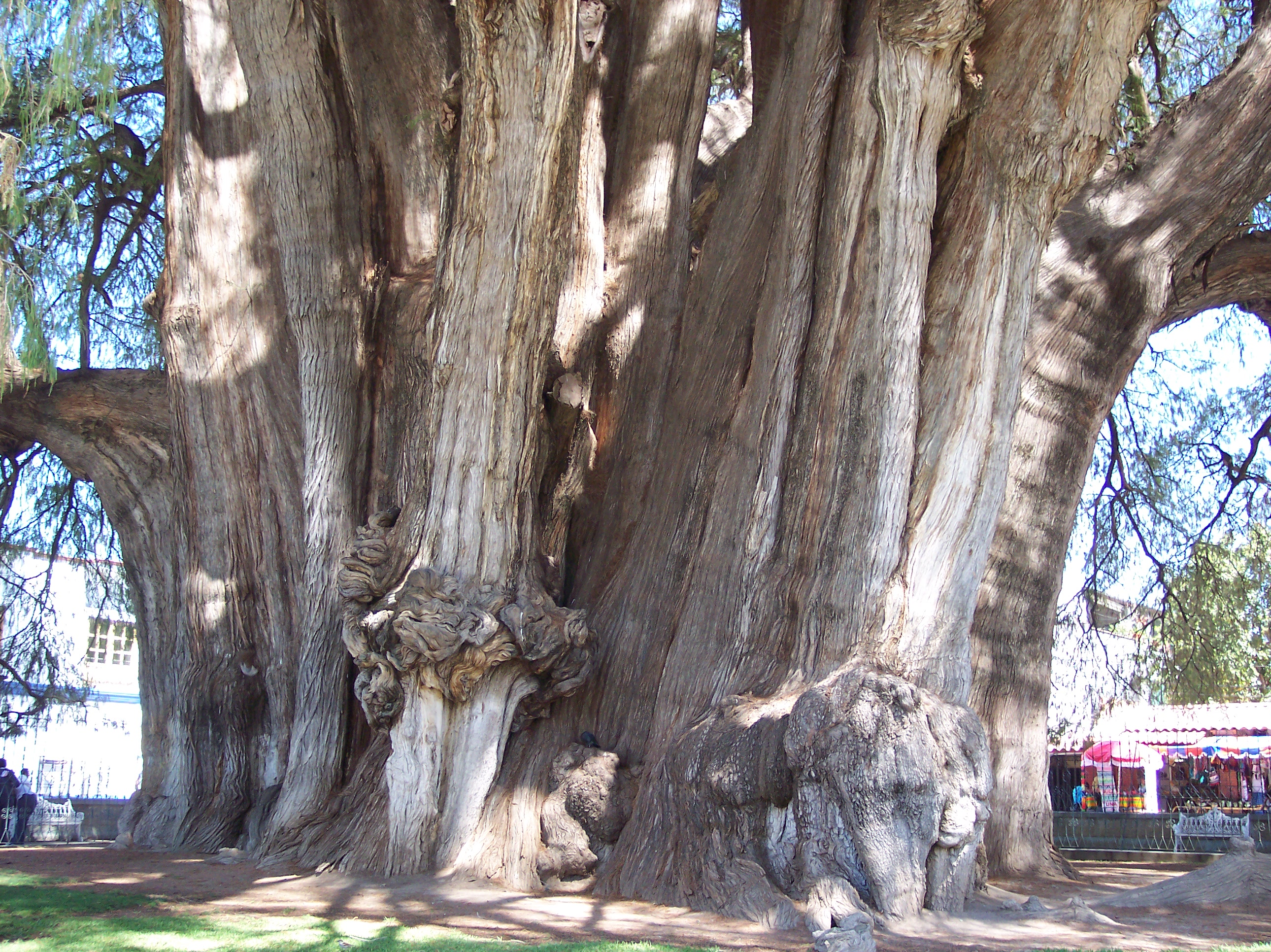
Taxodium mucronatum
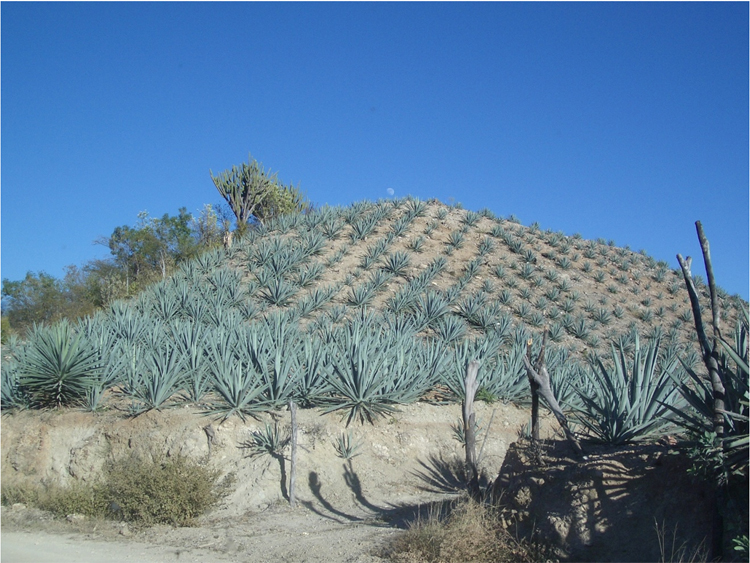
Agave potatorium